# Franck Azzopardi
Franck Azzopardi (* 12. května 1970, Châtellerault) je bývalý francouzský fotbalový záložník a později fotbalový trenér. Celá jeho hráčská kariéra je spjata s francouzským klubem Chamois Niortais, kde působil až do července 2005. V letech 2009–2013 působil jako asistent hlavního trenéra ve stejném klubu, v létě 2013 se přesunul do pozice šéftrenéra mládeže Chamois Niortais.